# Waarland
Waarland est un village situé dans la commune néerlandaise de Schagen, dans la province de la Hollande-Septentrionale. Le 1er janvier 2006, le village comptait environ 2 400 habitants.